# 基辅国立建筑工业大学

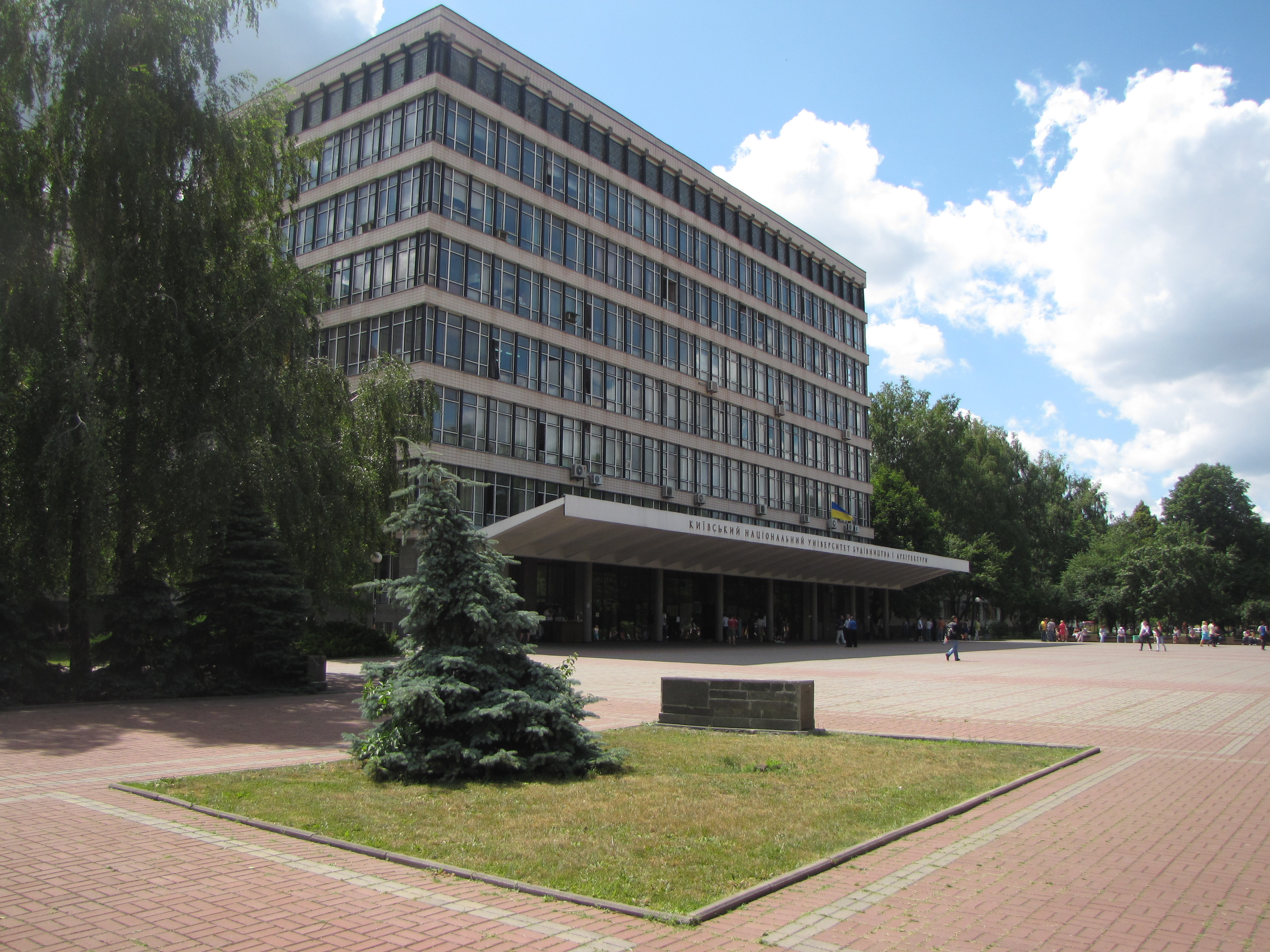
主教学楼

基辅国立建筑工业大学（简称KNUCA）是一所位於乌克兰首都基輔的國立大學，以建筑设计及建筑工程聞名於世。它亦是不少中国学生的留学熱點。

## 历史
基辅国立建筑工业大学創立於1930年的前苏联，由當時的基辅理工学院(KPI)的部份部門及基辅艺术学院的建筑教职员所共同建造的大专院校，當時叫做基辅土木工程学院。院校開創時有7500名學生。
在毕业以后他们获颁受教育资格水平证书或学士学位，科学专业人员和科学硕士学位。 研究生课程有大约30种专业，供那些选择在老练的参谋教导之下继续他们的专业和科学训练的学生选择。

## 学系
专业人员训练被集中在这样个方向: 土木工程，工程学或自然环境，机械工程，自动化和计算机集成技术，计算机科学，绘图和土地管理，建筑学，艺术，管理。
大学的主要学系是土木工程学系，建筑学学院；自动化和复杂机械化學系，城市发展學系，建筑工艺性學系和健康工程學系。

## 合作
- 北京工商大学，中国
- 河北工程大学，中国
- 奥格斯堡应用技术大学，德国
- 哈根函授大学/哈根大学，德国
- HAWK应用技术和艺术大学，Hildesheim/Holzminden/哥廷根，德国
- 不伦瑞克工业大学，德国
- Carinthia 应用技术学院，奥地利
- VGTU维尔纽斯Gediminas 技术大学，立陶宛
- 顿涅茨克国立工业大学，乌克兰